# Głębokie (stacja kolejowa)
Głębokie (biał. Глыбокае, ros. Глубокое) – stacja kolejowa w miejscowości Głębokie, w rejonie głębockim, w obwodzie witebskim, na Białorusi. Położona jest na linii Królewszczyzna - Łyntupy.
Stacja powstała przed I wojną światową pod nazwą Berezwecz (ros. Березвеч). Początkowo była krańcową stacją linii z Nowych Święcian. W okresie międzywojennym istniało już połączenie Głębokiego z Królewszczyzną.